# Xochitlalis

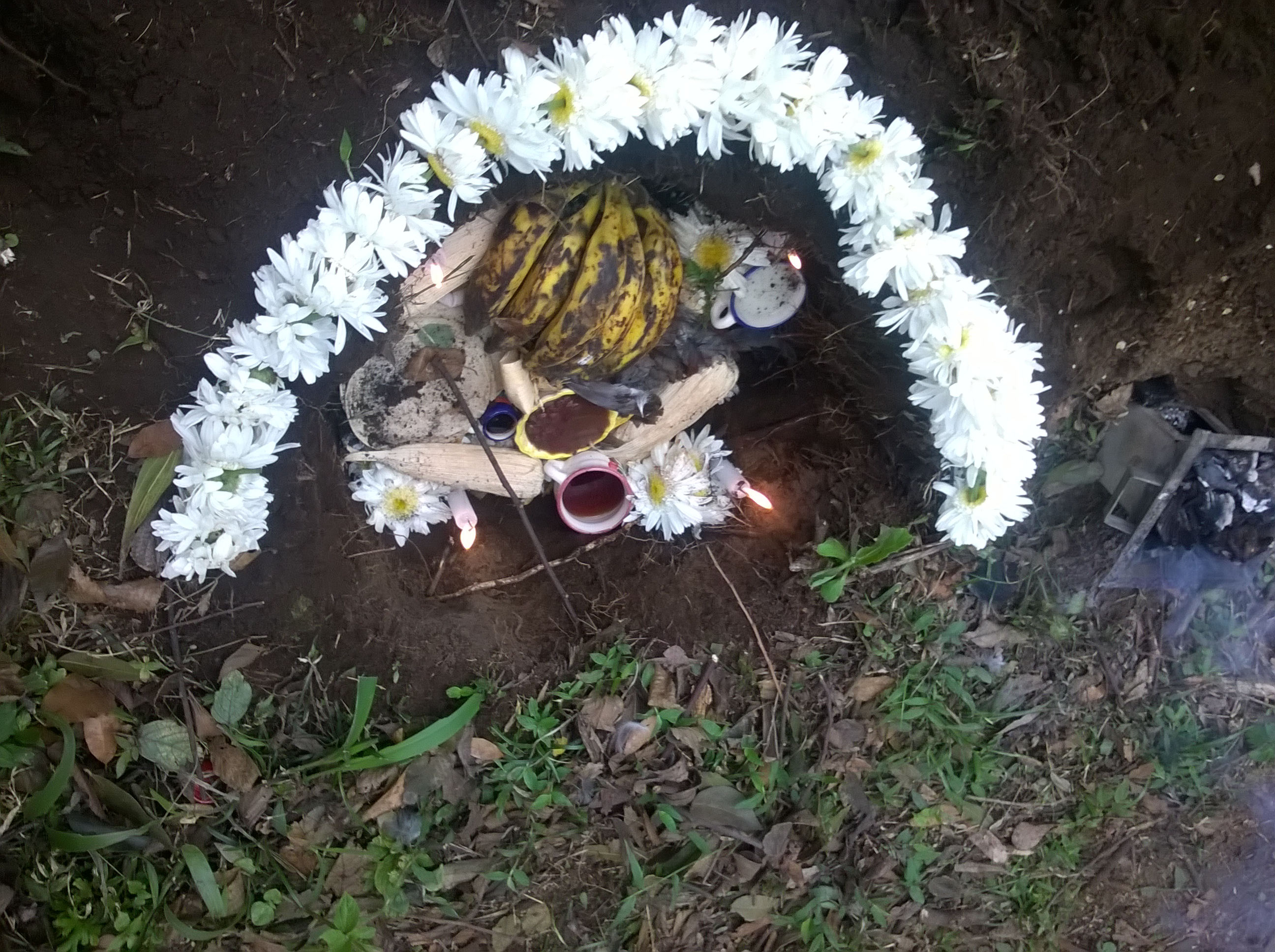
Xochitlalis

Los xochitlalis o fiesta de las cuevas es una fiesta ritual étnica ancestral realizada en la comunidad Cuesta del Mexicano en el municipio de Ixtaczoquitlán, Veracruz, México, celebrada el primer viernes de marzo de cada año consiste en la colocación de ofrendas dentro de cuevas en honor a la antigua deidad Tonantzin identificada con la tierra.

## Ritual del xochitlali
El evento suele ser acompañado por danzas y música prehispánica. El primer viernes de marzo se reúnen las personas más longevas de la comunidad dentro de las cueva de Galicia y dan gracias a la madre tierra por las cosechas obtenidas en el año y depositan una ofrenda dentro de las cuevas. Se realiza en esta fecha debido a que coincide con el inicio del antiguo año mexica. El ritual comienza pidiendo permiso a los cuatro puntos cardinales que representan la tierra, el aire, el fuego y el agua para después iniciar las danzas y ofrendas de origen prehispánico en honor a la Nana Tonantzin (diosa tierra) a fin de pedir cosechas abundantes. Se escuchan también algunos cantos tradicionales como la Xochipitzahuatl y el Zacamatilixtli, entre otros.

## Otros eventos
Durante los días alrededor de la fiesta principal del xochitlali se preparan otros eventos alternos para el turismo como pueden ser la demostración del juego de pelota, narraciones y escenificaciones de leyendas, danza y música mexica.[cita requerida]